# ヴェロニカ・フェレ
ヴェロニカ・フェレ（Veronica Ferres, 本名：Veronika Maria Cäcilia Ferres、1965年6月10日 - ）は、ドイツの女優。ゾーリンゲン出身。ルートヴィヒ・マクシミリアン大学ミュンヘンに学ぶ。
2006年の映画『クリムト』でグスタフ・クリムトの恋人ミディを演じて国際的に注目される。2015年の映画『ペイ・ザ・ゴースト ハロウィンの生贄』ではニコラス・ケイジと共演した。

## 主な出演作品
- 悲しき透明人間/20世紀最後の奇跡 Der Unsichtbare (1987) クレジットなし
- シュトンク! Schtonk! (1992)
- 女帝キャサリン Catherine the Great (1995) テレビ映画
- 悦楽晩餐会 / または誰と寝るかという重要な問題 Rossini (1997)
- ジョン・マルコヴィッチの レディース・ルーム Ladies Room (1999)
- レ・ミゼラブル Les Misérables (2000) テレビミニシリーズ
- 家なき子 Sans famille (2000) テレビ映画
- ギルティ The Return of the Dancing Master (2004) テレビ映画
- クリムト Klimt (2006)
- チェックポイント・チャーリーの女性 Die Frau vom Checkpoint Charlie (2007) テレビ映画
- アドベンチャーズ Das Wunder von Berlin (2008) テレビ映画
- 囚われのサーカス Adam Resurrected (2008)
- グリム童話・青いあかりDas blaue Licht (2010) テレビ映画
- パガニーニ 愛と狂気のヴァイオリニスト The Devil's Violinist (2013)
- タイムトラベラーの系譜 ルビー・レッド Rubinrot (2013)
- しあわせはどこにある Hector and the Search for Happiness (2014)
- タイムトラベラーの系譜 サファイア・ブルー Saphirblau (2014)
- ペイ・ザ・ゴースト ハロウィンの生贄 Pay the Ghost (2015)
- Salt and Fire(2016)
- ブルー・ダイヤモンド Siberia (2018)
- Dreamland (撮影中)[5]
- 消えない罪 The Unforgivable (2021)
- 君は僕のもの Every Breath You Take (2021)　※兼製作